# تپه گورستان جم چن
تپه قبرستان جم چن مربوط به دوره اشکانیان است و در شهرستان خاش، بخش نوک آباد، دهستان تفتان جنوبی، روستای جم چن واقع شده و این اثر در تاریخ ۲۷ اسفند ۱۳۸۶ با شمارهٔ ثبت ۲۲۶۳۰ به‌عنوان یکی از آثار ملی ایران به ثبت رسیده است.